# Les Collines noires
Pour les articles homonymes, voir Collines noires (homonymie).
Les Collines noires est la trente-sixième histoire de la série Lucky Luke par Morris (dessin) et René Goscinny (scénario). Elle est publiée pour la première fois du no 1232 au no 1253 du journal Spirou, puis en album en 1963. L'épisode s'inspire d'un fait historique, l'Expédition des Black Hills de l'été 1874.

## Résumé
Lucky Luke est chargé de conduire quatre scientifiques — Darryl Bundlofjoy, Ira Doublelap, Gustav Frankenbaum et Simeon Gurgle — à travers les Collines noires, afin d'étudier les possibilités de colonisation de ces territoires. Cependant, le sénateur Stormwind, opposé au projet, envoie Bull Bullets sur place pour empêcher l'expédition. 
Lucky Luke et les savants prennent d'abord le train pour Des Moines (Iowa). Afin de ne pas les perdre de vue, Bull Bullets embarque dans le même convoi. Profitant d'un moment d'absence de Luke, le hors-la-loi invite les quatre savants à une partie de poker, puis les accuse d'être des tricheurs, car ils ont tous quatre as (sauf Doublelap qui n'en a que trois). En guise de sanction, les scientifiques sont débarqués de force, mais Lucky Luke oblige le train à faire marche arrière et à les reprendre. Le cow-boy examine ensuite le jeu de cartes de Bull Bullets et constate qu'il contient 48 as sur 52 cartes. 
Le convoi reprend son voyage vers Des Moines, mais à Chicago, Bull Bullets s'empare du train pendant que tous les passagers sont allés se reposer à l'intérieur de la gare. Lucky Luke loge alors les savants et les autres passagers dans un seul et unique wagon tiré par une locomotive de secours, et c'est ainsi que tous atteignent Des Moines. 
Arrivé avant eux, Bull Bullets affrète la diligence pour Omaha — où doit se rendre l'expédition — et loue tous les chevaux disponibles. Lucky Luke a l'idée de demander à un croque-mort local de les conduire à Omaha dans son véhicule. Espérant trouver plus de travail dans le Nebraska, le croque-mort accepte la proposition.
À Omaha, ville plutôt anarchique, Bull Bullets engage un tueur nommé Nebraska Kid pour se débarrasser de l'expédition. Lorsque Luke et les savants pénètrent dans le saloon, Nebraska Kid bouscule Frankenbaum et le provoque en duel. En tant qu'« offensé », le savant déclare avoir « le choix des armes » et opte pour le fleuret. Le tueur, qui ne s'attendait pas à cela, est battu à plate couture et, humilié, doit se retirer. 
Le lendemain, Lucky Luke et les savants louent des chevaux et des mulets, puis se dirigent vers les Collines noires qu'ils atteignent quelques jours plus tard. Cependant, Bull Bullets, une nouvelle fois, les a devancés. Il tente de les abattre, mais ils échappent sans encombre à ses ruses et parviennent finalement au Wyoming, en plein territoire cheyenne. Bull Bullets se rend alors chez les Cheyennes et propage des mensonges contre les membres de l'expédition, déclarant aux Indiens que Lucky Luke et les savants veulent s'emparer de leur territoire et les empêcher de boire de l'« eau-de-feu ». 
Mécontents, les Cheyennes profitent de l'absence de Lucky Luke pour capturer les savants. Luke remonte leur piste jusqu'à leur campement et trouve les scientifiques attachés à des poteaux. Il aperçoit également Bull Bullets en train d'enivrer les Indiens. La nuit suivante, Luke profite du sommeil des Cheyennes pour délivrer les savants et faire prisonnier Petit Roquet, le fils du chef Chien Jaune. Celui-ci, avec ses hommes, se met aussitôt à la recherche des membres de l'expédition et parvient à les capturer. 
Mais Petit Roquet persuade son père de ne pas faire de mal aux scientifiques car ces derniers lui ont révélé les dangers de l'eau-de-feu. Bull Bullets tente de persuader les Indiens que le discours des savants n'est qu'un tissu de mensonges, mais il est neutralisé par Lucky Luke. Vaincu, Bull Bullets avoue qu'il travaille pour le sénateur Stormwind et que celui-ci voulait empêcher l'expédition parce qu'il craignait que soit compromise sa vente d'armes et d'alcool frelaté aux Cheyennes. 
De retour à Washington, les savants déclarent être persuadés que le Wyoming peut s'ouvrir à la colonisation. Un traité de paix est alors signé avec les Cheyennes. Stormwind et Bull Bullets sont envoyés dans le même pénitencier que Billy the Kid, le chien Rantanplan et les frères Dalton. Ces derniers promettent de faire de la place en s'évadant très prochainement.

## Personnages
- les parlementaires
  - sénateur Wilkins : l'instigateur du projet d'exploration du Wyoming. Le dessin animé lui donne pour prénom Wilbur.
- les scientifiques
  - Darryl Bundlofjoy : géomètre, se déplace toujours avec une mire ; il se retrouve évincé de la version animée de 1983 ;
  - Ira Doublelap : géologue ;
  - Gustav Frankenbaum : anthropologue, se bat en duel au fleuret contre Nebraska Kid, originaire d'Autriche, de Vienne plus précisément (il cite cette ville à plusieurs reprises comme lieu de son enfance) ; le dessin animé le renomme Gustav Cranium
  - Simeon Gurgle : biologiste, toujours muni d'une loupe.
- les Cheyennes
  - Aigle boiteux : a la "gueule de bois", pris en exemple par le chef Petit Roquet pour montrer les méfaits de l'alcoolisme dans sa tribu ;
  - Chien jaune : alcoolique, père du chef Petit Roquet, qui le convaincra finalement des méfaits de l'alcool ; le dessin animé le renomme Plume jaune ;
  - Écureuil assoupi : pris en exemple par le chef Petit Roquet pour montrer les méfaits de l'alcoolisme dans sa tribu ;
  - Gras Serpent : pris en exemple par le chef Petit Roquet pour montrer les méfaits de l'alcoolisme dans sa tribu ;
  - Petit Roquet : chef de la tribu cheyenne qui capture les savants, il accuse Bull Bullets de trafic d'alcool et d'armes ; convaincu par les scientifiques des méfaits de l'alcool, il soutiendra la colonisation du Wyoming et deviendra finalement professeur à l'Université de Vienne ;
  - Vautour déplumé : pris en exemple par le chef Petit Roquet pour montrer les méfaits de l'alcoolisme dans sa tribu, il voit des « gros animaux inconnus de couleur rose, avec une longue trompe... » (éléphant rose).
- les méchants
  - Bull Bullets : chargé par le sénateur Stormwind de saboter l'expédition dans les Collines noires ;
  - Nebraska Kid : recruté par Bull Bullets comme étant « le meilleur tireur de la région », avec un tatouage « À ma maman » sur le torse, se bat en duel contre G. Krankenbaum, mais comme il n'a pas le choix des armes, le duel se fera au fleuret ;
  - sénateur Orwell Stormwind : veut faire échouer la colonisation du Wyoming car il est à la tête d'un trafic d'armes et d'alcool à destination des Indiens. Il ressemble un peu au Capitaine Lowriver, le rival du Capitaine Barrows dans l'album "En remontant le Mississippi".

## Publication

### Revues
L'histoire est parue dans le journal Spirou, du no 1232 (23 novembre 1961) au no 1253 (19 avril 1962).

### Album
Éditions Dupuis, no 21, 1963

## Adaptation
Cet album a été adapté dans la série animée Lucky Luke, diffusée pour la première fois en 1984 en France. Des différences apparaissent entre l'album et la version animée, notamment la place plus importante prise par le chien Rantanplan (qui n'apparait que dans une seule case du livre), ainsi que la présence d'uniquement trois savants, le géomètre Darryl Bundlofjoy étant absent.
Les Collines Noires sont mentionnées dans le film Lucky Luke (2009) de James Huth.

## Sources
- Dictionnaire Goscinny, sous la direction d'Aymar du Chatenet, Éd. JC Lattès, 2003,  (ISBN 2-7096-2313-7)
- www.bedetheque.com, « Lucky Luke » (consulté le 7 août 2008)
- www.lucky-luke.com, « Lucky Luke » (consulté le 7 août 2008)
- www.bdoubliees.com, « Parutions dans le journal de Spirou » (consulté le 7 août 2008)